# Houcaris
Houcaris (лат.) — вымерший род членистоногих семейства Tamisiocarididae отряда Radiodonta. Окаменелости найдены в отложениях кембрийского периода (кембрийский отдел 2) Китая и США. Род включает два вида — Houcaris saron и Houcaris magnabasis, изначально отнесённые к родственному роду аномалокарис (Anomalocaris). Род Houcaris для этих видов был назначен в 2021 году и назван в честь Хоу Сянгуана, который открыл и назвал типовой вид Anomalocaris saron в 1995 году вместе с коллегами Яном Бергстремом и Пером Э. Альбергом.

## Виды

### Houcaris saron

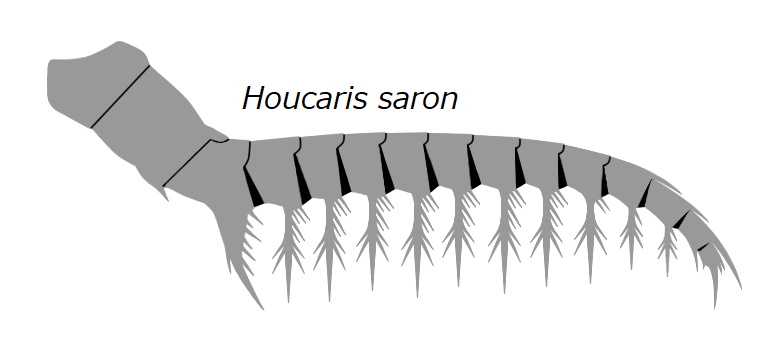
Передний придаток H. saron
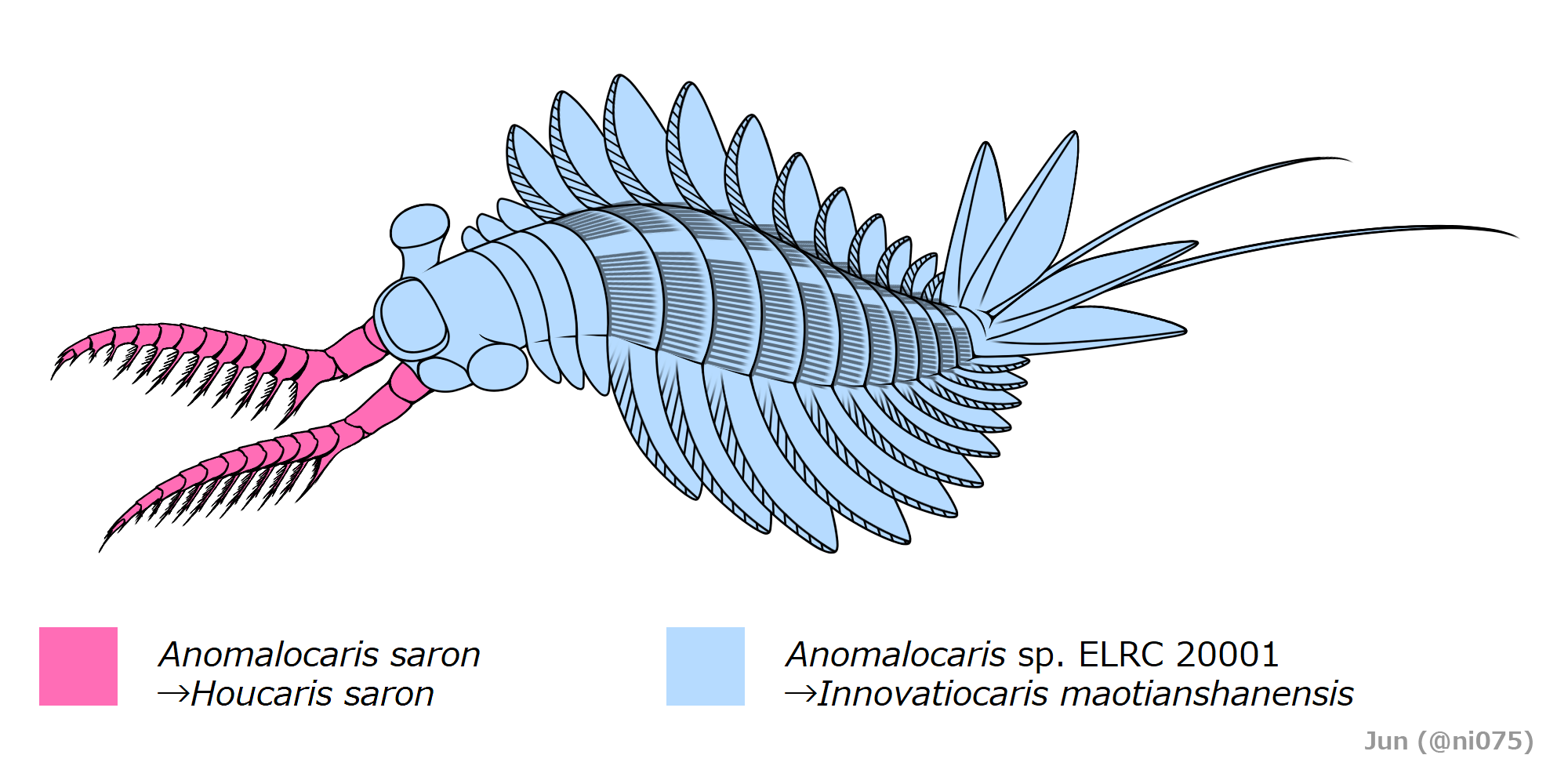
Устаревшая химерная реконструкция, основанная на переднем придатке H. saron и туловище Innovatiocaris, ранее считавшемся полной окаменелостью H. saron

H. saron, известный из Маотяньшаньских сланцев в китайской провинции Юньнань, впервые описан в 1995 году как Anomalocaris saron. Этот вид известен только по передним придаткам. Существует образец ELRC 20001, который ранее считался полной окаменелостью этого вида, но последующие исследования показали, что образец не является H. saron, и в дальнейшем его выделили в род Innovatiocaris. Длина переднего придатка не менее 12 см. Иногда включается в семейство аномалокаридид (Anomalocarididae) или Amplectobeluidae.

### Houcaris magnabasis

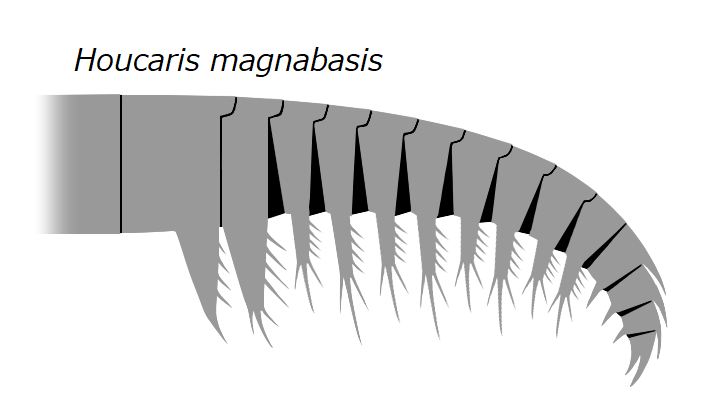
Передний придаток H. magnabasis

H. magnabasis, известный из сланцев Пиоче и Pyramid Shale Невады, первоначально описан как Anomalocaris cf. saron в 2003 году, а в 2019 году как Anomalocaris magnabasis. Этот вид известен только по передним придаткам, нескольким частичным окаменелостям орального конуса (ротового отверстия) и плавникам. Иногда включается в семейство аномалокаридид (Anomalocarididae) или Amplectobeluidae.